# فيتامين د5
فيتامين د5 (بالإنجليزية: Vitamin D5)‏ ويسمى أيضا (سيتوكالسيفرول) وهو أحد أشكال فيتامين (D)، تم أكتشافه عام 1936 من قبل الدكتور فوندرليش، وذلك عن طريق التخليق البيولوجي للمركب 7-ديهيدروسيتوستيرول، ويمكن الحصول عليها من التخليق العضوي للمركب سيتوستيرول-بيتا [الإنجليزية].
وقد أستخدمت نظائر هذا الفيتامين كعنصر مضادة للأورام.